# クリス・シルバ (競泳選手)
クリス・シルバ（Chris Silva, 1962年 - 1991年）は、アメリカ合衆国の元男子競泳選手。専門は自由形。国際大会の競泳アメリカ代表に選出された史上初の黒人選手であり、1983年エドモントン・ユニバーシアードの4×100mフリーリレー銀メダリストである。4×100yフリーリレーの元アメリカ記録保持者でもある。

## 経歴
3歳の時に家族でカリフォルニア州メンロパークの白人居住区に引っ越し、4歳の時に水泳を始めた。
メンロー＝アサートン高校では水泳と水球のスター選手だった。また、北カリフォルニア・バプテスト青年連盟の副会長を務めていた。
カリフォルニア大学ロサンゼルス校に進学してUCLAブルーインズの一員となると、1982年NCAA選手権の4×100yフリーリレーで第2泳を務め、第1泳のビル・バレット、第3泳のスチュアート・マクドナルド（Stuart MacDonald）、第4泳のロビン・レミーと共にアメリカ新記録を樹立して優勝し、同大学初となる男子総合優勝に貢献した。
1983年、エドモントンで開催されたユニバーシアードで、国際大会においてアメリカを代表する史上初の黒人競泳選手となり、大会ではキャプテンも務めた。出場した4×100mフリーリレーで第2泳を務め、第1泳のトム・イェーガー、第3泳のダラス・カイル（Dallas Kyle）、第4泳のブルース・ヘイズと共に3分21秒82をマークし、優勝したソ連には0秒10及ばなかったものの銀メダルを獲得した。
1984年、全米オリンピック選考会に出場する史上初の黒人選手となった。
1988年、全米オリンピック選考会後に現役を引退した。
1990年、国際水泳殿堂の少数民族水泳プログラムのディレクターに就任し、黒人などの少数民族が競泳に興味を持つよう尽力した。しかし1カ月働いた後に、フロリダ州フォートローダーデールの国際水泳殿堂から1マイルも離れていない場所で自動車事故を起こし死亡した。29歳没。